# Leptodesmus evolutus
Leptodesmus evolutus är en mångfotingart som beskrevs av Henri W. Brölemann 1898. Leptodesmus evolutus ingår i släktet Leptodesmus och familjen Chelodesmidae. Inga underarter finns listade i Catalogue of Life.